# Kurejka
A Kurejka (oroszul: Курейка) folyó Közép-Szibériában, Oroszország Krasznojarszki határterületének északi részén. A Jenyiszej jobb oldali mellékfolyója.

## Földrajz
Hossza: 888 km; vízgyűjtő területe: 44 700 km².
A Putorana-fennsík központi részén, 1000 m-t meghaladó magasságban ered és majdnem teljes hosszában hegyek között kanyarog. Teljes esése 1154 m.
Kezdetben délre, délnyugatra tart; a Jadun nevű mellékfolyó torkolata után éles kanyart  tesz és észak, északnyugat felé folyik tovább. Egyik legbővízűbb mellékfolyója, a Belduncsan torkolata után 54 km hosszú, keskeny tóvá alakul, a neve itt: Anama-tó. Lejjebb, a jobbról érkező Jaktali folyó torkolatánál újabb éles kanyarral délnyugatra fordul, medre ismét kiszélesedik és 170 km-en át Gyupkun-tó néven folytatódik. Ezek a tavak szabályozzák, kiegyenlítik a vízszint év közbeni ingadozását.
A folyó alsó szakaszán, a torkolattól 101 km-re, Szvetlogorszk településnél vízerőmű épült, mely Norilszk város színesfémkohászatát, valamint Dugyinka és Igarka ipari negyedeit látja el villamosenergiával. Az itt kialakított víztározó területe feltöltött állapotban 558 km², hossza 170 km, befogadóképessége csaknem 10 km³. A létesítményt 1975-ben kezdték építeni és teljes üzemben hivatalosan 2002-ben adták át. A folyón tervezett vízlépcső második erőműve (Alsó-Kurejkai vízerőmű) várhatóan 2015-re készülhet el.
A víztározótól a Kurejka lankás sík vidéken át tart a Jenyiszejig, melynek bal partján, a torkolattal szemben fekszik Kurejka település. A folyó csaknem végig – a torkolat előtti néhány kilométert leszámítva – az északi sarkkörön túli területen folyik.
A Putorana-fennsík viszonylag csapadékos. A csapadék éves átlaga 586 mm, jelentős része eső. A tél rendkívül hideg, a napi középhőmérséklet gyakran a -44 fokot is eléri. A Kurejka októbertől júniusig befagy, a jégzajlás ősszel kb. három hétig, tavasszal egy hétig tart. A folyó alsó szakasza hajózható.
A fennsík folyóin sok a vízesés. A Kurejka legnagyobb vízesése 13 m, mellékfolyói közül a Jaktali legnagyobb vízesése 10 m, a Duliszmar folyóé 14 m magas. A legnagyobb, 25 m magas vízesés a Belduncsana folyón, a torkolattól 7 km-re található.